# Harlan Mathews
Harlan Mathews, född 17 januari 1927 i Sumiton, Walker County, Alabama, död 9 maj 2014 i Tennessee, var en amerikansk demokratisk politiker. Han representerade delstaten Tennessee i USA:s senat 1993-1994.
Mathews avlade 1949 grundexamen vid Jacksonville State College i Jacksonville, Alabama och master-examen 1950 vid Vanderbilt University. Han avlade 1962 juristexamen vid Nashville School of Law.
Mathews tjänstgjorde under flera årtionden i olika befattningar i delstatens förvaltning. Han var delstatens finansminister, skattmästare (Tennessee State Treasurer) 1974-1987.
Senator Al Gore avgick 1993 för att tillträda som USA:s vicepresident. Guvernör Ned McWherter utnämnde Mathews till senaten. Mathews tillträdde 2 januari 1993 och bestämde sig för att inte kandidera i fyllnadsvalet följande år. Han efterträddes 1 december 1994 av Fred Thompson.